# گرسیمویچ (دهانه)
گرسیمویچ یک دهانه برخوردی در ماه‌ است.

## دهانه‌های اقماری
این دهانه ۲ دهانه اقماری دارد.
| Gerasimovich | عرض جغرافیایی | طول جغرافیایی | قطر          |
| ------------ | ------------- | ------------- | ------------ |
| R            | ۲۴.۱° S       | ۱۲۵.۹° W      | ۵۵.۰ کیلومتر |
| D            | ۲۲.۳° S       | ۱۲۱.۶° W      | ۲۶.۰ کیلومتر |